# Nicolas Bürgy
Nicolas Bürgy, né le 7 août 1995 à Belp, est un footballeur suisse qui évolue au poste de défenseur au BSC Young Boys.

## Biographie

### En club

#### BSC Young Boys (2015-2022)
Lors de la saison 2019-2020, il participe à la phase de groupe de la Ligue Europa avec le club du BSC Young Boys. Il enregistre notamment une victoire lors de la réception du club néerlandais du Feyenoord Rotterdam (score : 2-0).
En janvier 2020, il prolonge de 3 ans son contrat donc jusqu'en 2023 au BSC Young Boys.

##### Prêt au FC Wohlen (2015-2016)
Durant la saison 2015-2016, il est prêté au FC Wohlen par les Young Boys.

##### Prêt au FC Thoune (2017-2018)
Il inscrit son premier but en Super League le 23 avril 2017, avec le FC Thoune, lors d'un déplacement sur la pelouse du FC Saint-Gall (victoire 1-2),.

##### Prêt au FC Aarau (2018-2019)
Il est prêté au FC Aarau par le BSC Young Boys lors de la saison 2018-2019,.

##### Prêt en Allemagne au SC Paderborn (2021)
En 2021, il est prêté au SC Paderborn.

##### Prêt au Danemark au Viborg FF (2022)
En janvier 2022, il est prêté par BSC Young Boys jusqu'à la fin de la présente saison au club danois, le Viborg FF,.

#### Transfert définitif au Viborg FF (depuis 2022)
En juin 2022, Young Boys annonce son transfert dans le club danois où il a été prêté durant la saison précédente au Viborg FF.

## Statistiques
| Saison                | Club                  | Championnat           | Championnat | Championnat | Coupe(s) nationale(s) | Coupe(s) nationale(s) | Compétition(s) continentale(s) | Compétition(s) continentale(s) | Compétition(s) continentale(s) | Total | Total |
| Saison                | Club                  | Division              | M.          | B.          | M.                    | B.                    | Comp.                          | M.                             | B.                             | M.    | B.    |
| 2013-2014             | Young Boys U21        | 1re ligue             | 19          | 1           | -                     | -                     | -                              | -                              | -                              | 19    | 1     |
| 2014-2015             | Young Boys U21        | 1re ligue             | 20          | 2           | -                     | -                     | -                              | -                              | -                              | 20    | 2     |
| Sous-total            | Sous-total            | Sous-total            | 39          | 3           | -                     | -                     | -                              | -                              | -                              | 39    | 3     |
| 2015-2016             | FC Wohlen (prêt)      | Challenge League      | 26          | 1           | -                     | -                     | -                              | -                              | -                              | 26    | 1     |
| 2016-2017             | Young Boys            | Super League          | 2           | 0           | 2                     | 0                     | -                              | -                              | -                              | 4     | 0     |
| 2016-2017             | FC Thoune (prêt)      | Super League          | 12          | 1           | -                     | -                     | -                              | -                              | -                              | 12    | 1     |
| 2017-2018             | FC Thoune (prêt)      | Super League          | 20          | 0           | 4                     | 0                     | -                              | -                              | -                              | 24    | 0     |
| 2018-2019             | FC Aarau (prêt)       | Challenge League      | 29          | 1           | 1                     | 0                     | -                              | -                              | -                              | 30    | 1     |
| 2019-2020             | Young Boys            | Super League          | 10          | 1           | 2                     | 0                     | C3                             | 2                              | 0                              | 14    | 1     |
| Sous-total            | Sous-total            | Sous-total            | 99          | 4           | 9                     | 0                     | -                              | 2                              | 0                              | 110   | 4     |
| Total sur la carrière | Total sur la carrière | Total sur la carrière | 138         | 7           | 9                     | 0                     | -                              | 2                              | 0                              | 149   | 7     |